# Кон, Тиаки
Тиаки Кон (яп. 今 千秋 Кон Тиаки) — японская режиссёр аниме. Родилась 29 сентября в префектуре Тиба (более точная информация отсутствует).
Первоначально работала в студии Pierrot, где приняла участие в качестве раскадровщика и/или режиссёра-постановщика в выпуске ряда аниме этой студии, например, «Двенадцать королевств», Gensomaden Saiyuki, «Дни Мидори» и других. Позже стала работать самостоятельно в качестве режиссёра-фрилансера. В основном она сотрудничает со студиями Deen и Pierrot. Самое известное её аниме (и одновременно её первая режиссёрская работа) — Higurashi no Naku Koro ni. Кон была режиссёром обоих ТВ-сезонов этого сериала, выпущенных Studio Deen, а с июля по декабрь 2009 года на телеканалах Японии транслировалось снятое по сценарию того же автора (Рюкиси07) аниме Umineko no Naku Koro ni, где она также является режиссёром.

## Режиссёрские работы
2006
- Higurashi no naku koro ni
- Higurashi no naku koro ni Kai

2008
- Junjou Romantica
- Nodame Cantabile: Pari hen

2009
- Hanasakeru Seishonen
- Umineko no Naku Koro ni

2011
- Sekai-ichi Hatsukoi

2013
- Golden Time
- Makai Ouji

2016
- Sailor Moon Crystal Season III

2018
- Back Street Girls

2021
- «Путь домохозяина»